# Vòng loại Giải vô địch bóng đá thế giới 2006 – Khu vực châu Âu
Vòng loại Giải vô địch bóng đá thế giới 2006 khu vực châu Âu được tổ chức nhằm chọn ra các đội bóng là thành viên của FIFA và UEFA tham dự Giải vô địch bóng đá thế giới (FIFA World Cup) 2006 diễn ra tại Đức.

## Các đội tham dự
Có tổng cộng 51 đội là thành viên của FIFA và UEFA tham dự vòng loại, để chọn ra 13 đội tham dự FIFA World Cup 2006. Trong đó, Kazakhstan lần đầu tham dự sau khi chuyển từ thành viên của AFC sang là thành viên của UEFA.

## Thể thức
Vòng loại bao gồm 2 vòng:
- Vòng 1 (vòng bảng): 51 đội được bốc thăm vào 8 bảng đấu (trong đó: 5 bảng có 6 đội và 3 bảng có 7 đội). Mỗi đội trong cùng một bảng đá hai lượt trận sân nhà và sân khách với các đội còn lại. 8 đội đầu bảng và 2 đội nhì bảng xuất sắc nhất giành quyền tham dự FIFA World Cup 2006. Các đội nhì bảng còn lại giành quyền vào vòng 2. Các đội còn lại không vượt qua vòng loại.
- Vòng 2 (play-offs): 6 đội nhì bảng được bốc thăm thành 3 cặp đá hai lượt trận sân nhà và sân khách để chọn ra 3 tấm vé cuối cùng của UEFA dự FIFA World Cup 2006.

## Bốc thăm hạt giống (UEFA)
Lễ bốc thăm diễn ra vào ngày 5 tháng 12 năm 2003 tại Frankfurt, Đức. Các hạt giống được xác định bằng số điểm mỗi trận ở vòng loại Giải vô địch bóng đá thế giới 2002 và vòng loại UEFA Euro 2004. Pháp tự động vượt qua vòng loại Giải vô địch bóng đá thế giới 2002 với tư cách là đương kim vô địch, vì vậy chỉ thành tích của họ ở vòng loại Giải vô địch bóng đá châu Âu 2004 được sử dụng. Bồ Đào Nha tự động đủ điều kiện tham dự UEFA Euro 2004 với tư cách là chủ nhà, vì vậy chỉ thành tích của họ tại World Cup 2002 được sử dụng. Kazakhstan không được xếp hạng theo hệ thống này vì họ không tham gia cả hai cuộc thi.
Đối với các câu lạc bộ trong nước tham gia các giải đấu cấp câu lạc bộ quốc tế, Anh, Pháp, Ý và Tây Ban Nha được chia thành các nhóm 6 đội.
Các đội in đậm đủ điều kiện tham dự World Cup, các đội in nghiêng đậm đủ điều kiện tham dự World Cup thông qua vòng play-off và các đội in nghiêng tham dự vòng play-off nhưng không đủ điều kiện tham dự World Cup.
| Đội          | Coeff | Hạng |
| ------------ | ----- | ---- |
| Pháp         | 3,00  | 1    |
| Bồ Đào Nha   | 2,40  | 2    |
| Thụy Điển    | 2,39  | 3    |
| Cộng hòa Séc | 2,31  | 4    |
| Tây Ban Nha  | 2,31  | 5    |
| Ý            | 2,31  | 6    |
| Anh          | 2,31  | 7    |
| Thổ Nhĩ Kỳ   | 2,22  | 8    |

| Đội              | Coeff | Hạng |
| ---------------- | ----- | ---- |
| Hà Lan           | 2,17  | 9    |
| Croatia          | 2,12  | 10   |
| Bỉ               | 2,06  | 11   |
| Đan Mạch         | 2,05  | 12   |
| Nga              | 2,05  | 13   |
| Cộng hòa Ireland | 1,94  | 14   |
| Slovenia         | 1,89  | 15   |
| Ba Lan           | 1,89  | 16   |

| Đội                  | Coeff | Hạng |
| -------------------- | ----- | ---- |
| Bulgaria             | 1,89  | 17   |
| România              | 1,87  | 18   |
| Scotland             | 1,81  | 19   |
| Serbia và Montenegro | 1,72  | 20   |
| Thụy Sĩ              | 1,61  | 21   |
| Hy Lạp               | 1,56  | 22   |
| Slovakia             | 1,50  | 23   |
| Áo                   | 1,50  | 24   |

| Đội                  | Coeff | Hạng |
| -------------------- | ----- | ---- |
| Ukraina              | 1,50  | 25   |
| Iceland              | 1,44  | 26   |
| Phần Lan             | 1,37  | 27   |
| Na Uy                | 1,33  | 28   |
| Israel               | 1,31  | 29   |
| Bosna và Hercegovina | 1,31  | 30   |
| Latvia               | 1,25  | 31   |
| Wales                | 1,22  | 32   |

| Đội         | Coeff | Hạng |
| ----------- | ----- | ---- |
| Hungary     | 1,19  | 33   |
| Gruzia      | 1,06  | 34   |
| Belarus     | 1,00  | 35   |
| Síp         | 0,89  | 36   |
| Estonia     | 0,89  | 37   |
| Bắc Ireland | 0,78  | 38   |
| Litva       | 0,75  | 39   |
| Macedonia   | 0,75  | 40   |

| Đội                      | Coeff | Hạng |
| ------------------------ | ----- | ---- |
| Albania                  | 0,69  | 41   |
| Armenia                  | 0,67  | 42   |
| Bản mẫu:Country data MLD | 0,67  | 43   |
| Azerbaijan               | 0,50  | 44   |
| Quần đảo Faroe           | 0,44  | 45   |
| Malta                    | 0,11  | 46   |
| San Marino               | 0,06  | 47   |
| Liechtenstein            | 0,06  | 48   |

| Đội        | Coeff | Hạng |
| ---------- | ----- | ---- |
| Andorra    | 0,00  | 49   |
| Luxembourg | 0,00  | 50   |
| Kazakhstan | 0,00  | 51   |

## Vòng 1

### Tóm tắt
| Bảng 1                                               | Bảng 2                                              | Bảng 3                                                | Bảng 4                                             | Bảng 5                                    | Bảng 6                                  | Bảng 7                                           | Bảng 8                                 |
| ---------------------------------------------------- | --------------------------------------------------- | ----------------------------------------------------- | -------------------------------------------------- | ----------------------------------------- | --------------------------------------- | ------------------------------------------------ | -------------------------------------- |
| · Hà Lan                                             | · Ukraina                                           | · Bồ Đào Nha                                          | · Pháp                                             | · Ý                                       | · Anh                                   | · Serbia và Montenegro                           | · Croatia                              |
| · Cộng hòa Séc                                       | · Thổ Nhĩ Kỳ                                        | · Slovakia                                            | · Thụy Sĩ                                          | · Na Uy                                   | · Ba Lan                                | · Tây Ban Nha                                    | · Thụy Điển                            |
| · România · Phần Lan · Macedonia · Armenia · Andorra | · Đan Mạch · Hy Lạp · Albania · Gruzia · Kazakhstan | · Nga · Estonia · Latvia · Liechtenstein · Luxembourg | · Israel · Cộng hòa Ireland · Síp · Quần đảo Faroe | · Scotland · Slovenia · Belarus · Moldova | · Áo · Bắc Ireland · Wales · Azerbaijan | · Bosna và Hercegovina · Bỉ · Litva · San Marino | · Bulgaria · Hungary · Iceland · Malta |

### Bảng 1
| VT | Đội          | ST | T  | H | B | BT | BB | HS  | Đ  | Giành quyền tham dự |     |     |     |     |     |     |     |     |
| -- | ------------ | -- | -- | - | - | -- | -- | --- | -- | ------------------- | --- | --- | --- | --- | --- | --- | --- | --- |
| 1  | Hà Lan       | 12 | 10 | 2 | 0 | 27 | 3  | +24 | 32 | FIFA World Cup 2006 |     |     | 2–0 | 2–0 | 3–1 | 0–0 | 2–0 | 4–0 |
| 2  | Cộng hòa Séc | 12 | 9  | 0 | 3 | 35 | 12 | +23 | 27 | Vòng 2              |     | 0–2 |     | 1–0 | 4–3 | 6–1 | 4–1 | 8–1 |
| 3  | România      | 12 | 8  | 1 | 3 | 20 | 10 | +10 | 25 |                     |     | 0–2 | 2–0 |     | 2–1 | 2–1 | 3–0 | 2–0 |
| 4  | Phần Lan     | 12 | 5  | 1 | 6 | 21 | 19 | +2  | 16 |                     | 0–4 | 0–3 | 0–1 |     | 5–1 | 3–1 | 3–0 |     |
| 5  | Macedonia    | 12 | 2  | 3 | 7 | 11 | 24 | −13 | 9  |                     | 2–2 | 0–2 | 1–2 | 0–3 |     | 3–0 | 0–0 |     |
| 6  | Armenia      | 12 | 2  | 1 | 9 | 9  | 25 | −16 | 7  |                     | 0–1 | 0–3 | 1–1 | 0–2 | 1–2 |     | 2–1 |     |
| 7  | Andorra      | 12 | 1  | 2 | 9 | 4  | 34 | −30 | 5  |                     | 0–3 | 0–4 | 1–5 | 0–0 | 1–0 | 0–3 |     |     |

### Bảng 2
| VT | Đội        | ST | T | H | B  | BT | BB | HS  | Đ  | Giành quyền tham dự |     |     |     |     |     |     |     |     |
| -- | ---------- | -- | - | - | -- | -- | -- | --- | -- | ------------------- | --- | --- | --- | --- | --- | --- | --- | --- |
| 1  | Ukraina    | 12 | 7 | 4 | 1  | 18 | 7  | +11 | 25 | FIFA World Cup 2006 |     |     | 0–1 | 1–0 | 1–1 | 2–2 | 2–0 | 2–0 |
| 2  | Thổ Nhĩ Kỳ | 12 | 6 | 5 | 1  | 23 | 9  | +14 | 23 | Vòng 2              |     | 0–3 |     | 2–2 | 0–0 | 2–0 | 1–1 | 4–0 |
| 3  | Đan Mạch   | 12 | 6 | 4 | 2  | 24 | 12 | +12 | 22 |                     |     | 1–1 | 1–1 |     | 1–0 | 3–1 | 6–1 | 3–0 |
| 4  | Hy Lạp     | 12 | 6 | 3 | 3  | 15 | 9  | +6  | 21 |                     | 0–1 | 0–0 | 2–1 |     | 2–0 | 1–0 | 3–1 |     |
| 5  | Albania    | 12 | 4 | 1 | 7  | 11 | 20 | −9  | 13 |                     | 0–2 | 0–1 | 0–2 | 2–1 |     | 3–2 | 2–1 |     |
| 6  | Gruzia     | 12 | 2 | 4 | 6  | 14 | 25 | −11 | 10 |                     | 1–1 | 2–5 | 2–2 | 1–3 | 2–0 |     | 0–0 |     |
| 7  | Kazakhstan | 12 | 0 | 1 | 11 | 6  | 29 | −23 | 1  |                     | 1–2 | 0–6 | 1–2 | 1–2 | 0–1 | 1–2 |     |     |

### Bảng 3
| VT | Đội           | ST | T | H | B  | BT | BB | HS  | Đ  | Giành quyền tham dự |     |     |     |     |     |     |     |     |
| -- | ------------- | -- | - | - | -- | -- | -- | --- | -- | ------------------- | --- | --- | --- | --- | --- | --- | --- | --- |
| 1  | Bồ Đào Nha    | 12 | 9 | 3 | 0  | 35 | 5  | +30 | 30 | FIFA World Cup 2006 |     |     | 2–0 | 7–1 | 4–0 | 3–0 | 2–1 | 6–0 |
| 2  | Slovakia      | 12 | 6 | 5 | 1  | 24 | 8  | +16 | 23 | Vòng 2              |     | 1–1 |     | 0–0 | 1–0 | 4–1 | 7–0 | 3–1 |
| 3  | Nga           | 12 | 6 | 5 | 1  | 23 | 12 | +11 | 23 |                     |     | 0–0 | 1–1 |     | 4–0 | 2–0 | 2–0 | 5–1 |
| 4  | Estonia       | 12 | 5 | 2 | 5  | 16 | 17 | −1  | 17 |                     | 0–1 | 1–2 | 1–1 |     | 2–1 | 2–0 | 4–0 |     |
| 5  | Latvia        | 12 | 4 | 3 | 5  | 18 | 21 | −3  | 15 |                     | 0–2 | 1–1 | 1–1 | 2–2 |     | 1–0 | 4–0 |     |
| 6  | Liechtenstein | 12 | 2 | 2 | 8  | 13 | 23 | −10 | 8  |                     | 2–2 | 0–0 | 1–2 | 1–2 | 1–3 |     | 3–0 |     |
| 7  | Luxembourg    | 12 | 0 | 0 | 12 | 5  | 48 | −43 | 0  |                     | 0–5 | 0–4 | 0–4 | 0–2 | 3–4 | 0–4 |     |     |

### Bảng 4
| VT | Đội              | ST | T | H | B | BT | BB | HS  | Đ  | Giành quyền tham dự |     |     |     |     |     |     |     |
| -- | ---------------- | -- | - | - | - | -- | -- | --- | -- | ------------------- | --- | --- | --- | --- | --- | --- | --- |
| 1  | Pháp             | 10 | 5 | 5 | 0 | 14 | 2  | +12 | 20 | FIFA World Cup 2006 |     |     | 0–0 | 0–0 | 0–0 | 4–0 | 3–0 |
| 2  | Thụy Sĩ          | 10 | 4 | 6 | 0 | 18 | 7  | +11 | 18 | Vòng 2              |     | 1–1 |     | 1–1 | 1–1 | 1–0 | 6–0 |
| 3  | Israel           | 10 | 4 | 6 | 0 | 15 | 10 | +5  | 18 |                     |     | 1–1 | 2–2 |     | 1–1 | 2–1 | 2–1 |
| 4  | Cộng hòa Ireland | 10 | 4 | 5 | 1 | 12 | 5  | +7  | 17 |                     | 0–1 | 0–0 | 2–2 |     | 3–0 | 2–0 |     |
| 5  | Síp              | 10 | 1 | 1 | 8 | 8  | 20 | −12 | 4  |                     | 0–2 | 1–3 | 1–2 | 0–1 |     | 2–2 |     |
| 6  | Quần đảo Faroe   | 10 | 0 | 1 | 9 | 4  | 27 | −23 | 1  |                     | 0–2 | 1–3 | 0–2 | 0–2 | 0–3 |     |     |

### Bảng 5
| VT | Đội      | ST | T | H | B | BT | BB | HS  | Đ  | Giành quyền tham dự |     |     |     |     |     |     |     |
| -- | -------- | -- | - | - | - | -- | -- | --- | -- | ------------------- | --- | --- | --- | --- | --- | --- | --- |
| 1  | Ý        | 10 | 7 | 2 | 1 | 17 | 8  | +9  | 23 | FIFA World Cup 2006 |     |     | 2–1 | 2–0 | 1–0 | 4–3 | 2–1 |
| 2  | Na Uy    | 10 | 5 | 3 | 2 | 12 | 7  | +5  | 18 | Vòng 2              |     | 0–0 |     | 1–2 | 3–0 | 1–1 | 1–0 |
| 3  | Scotland | 10 | 3 | 4 | 3 | 9  | 7  | +2  | 13 |                     |     | 1–1 | 0–1 |     | 0–0 | 0–1 | 2–0 |
| 4  | Slovenia | 10 | 3 | 3 | 4 | 10 | 13 | −3  | 12 |                     | 1–0 | 2–3 | 0–3 |     | 1–1 | 3–0 |     |
| 5  | Belarus  | 10 | 2 | 4 | 4 | 12 | 14 | −2  | 10 |                     | 1–4 | 0–1 | 0–0 | 1–1 |     | 4–0 |     |
| 6  | Moldova  | 10 | 1 | 2 | 7 | 5  | 16 | −11 | 5  |                     | 0–1 | 0–0 | 1–1 | 1–2 | 2–0 |     |     |

### Bảng 6
| VT | Đội         | ST | T | H | B | BT | BB | HS  | Đ  | Giành quyền tham dự |     |     |     |     |     |     |     |
| -- | ----------- | -- | - | - | - | -- | -- | --- | -- | ------------------- | --- | --- | --- | --- | --- | --- | --- |
| 1  | Anh         | 10 | 8 | 1 | 1 | 17 | 5  | +12 | 25 | FIFA World Cup 2006 |     |     | 2–1 | 1–0 | 4–0 | 2–0 | 2–0 |
| 2  | Ba Lan      | 10 | 8 | 0 | 2 | 27 | 9  | +18 | 24 | FIFA World Cup 2006 |     | 1–2 |     | 3–2 | 1–0 | 1–0 | 8–0 |
| 3  | Áo          | 10 | 4 | 3 | 3 | 15 | 12 | +3  | 15 |                     |     | 2–2 | 1–3 |     | 2–0 | 1–0 | 2–0 |
| 4  | Bắc Ireland | 10 | 2 | 3 | 5 | 10 | 18 | −8  | 9  |                     | 1–0 | 0–3 | 3–3 |     | 2–3 | 2–0 |     |
| 5  | Wales       | 10 | 2 | 2 | 6 | 10 | 15 | −5  | 8  |                     | 0–1 | 2–3 | 0–2 | 2–2 |     | 2–0 |     |
| 6  | Azerbaijan  | 10 | 0 | 3 | 7 | 1  | 21 | −20 | 3  |                     | 0–1 | 0–3 | 0–0 | 0–0 | 1–1 |     |     |

### Bảng 7
| VT | Đội                  | ST | T | H | B  | BT | BB | HS  | Đ  | Giành quyền tham dự |     |     |     |     |     |     |     |
| -- | -------------------- | -- | - | - | -- | -- | -- | --- | -- | ------------------- | --- | --- | --- | --- | --- | --- | --- |
| 1  | Serbia và Montenegro | 10 | 6 | 4 | 0  | 16 | 1  | +15 | 22 | FIFA World Cup 2006 |     |     | 0–0 | 1–0 | 0–0 | 2–0 | 5–0 |
| 2  | Tây Ban Nha          | 10 | 5 | 5 | 0  | 19 | 3  | +16 | 20 | Vòng 2              |     | 1–1 |     | 1–1 | 2–0 | 1–0 | 5–0 |
| 3  | Bosna và Hercegovina | 10 | 4 | 4 | 2  | 12 | 9  | +3  | 16 |                     |     | 0–0 | 1–1 |     | 1–0 | 1–1 | 3–0 |
| 4  | Bỉ                   | 10 | 3 | 3 | 4  | 16 | 11 | +5  | 12 |                     | 0–2 | 0–2 | 4–1 |     | 1–1 | 8–0 |     |
| 5  | Litva                | 10 | 2 | 4 | 4  | 8  | 9  | −1  | 10 |                     | 0–2 | 0–0 | 0–1 | 1–1 |     | 4–0 |     |
| 6  | San Marino           | 10 | 0 | 0 | 10 | 2  | 40 | −38 | 0  |                     | 0–3 | 0–6 | 1–3 | 1–2 | 0–1 |     |     |

### Bảng 8
| VT | Đội       | ST | T | H | B | BT | BB | HS  | Đ  | Giành quyền tham dự |     |     |     |     |     |     |     |
| -- | --------- | -- | - | - | - | -- | -- | --- | -- | ------------------- | --- | --- | --- | --- | --- | --- | --- |
| 1  | Croatia   | 10 | 7 | 3 | 0 | 21 | 5  | +16 | 24 | FIFA World Cup 2006 |     |     | 1–0 | 2–2 | 3–0 | 4–0 | 3–0 |
| 2  | Thụy Điển | 10 | 8 | 0 | 2 | 30 | 4  | +26 | 24 | FIFA World Cup 2006 |     | 0–1 |     | 3–0 | 3–0 | 3–1 | 6–0 |
| 3  | Bulgaria  | 10 | 4 | 3 | 3 | 17 | 17 | 0   | 15 |                     |     | 1–3 | 0–3 |     | 2–0 | 3–2 | 4–1 |
| 4  | Hungary   | 10 | 4 | 2 | 4 | 13 | 14 | −1  | 14 |                     | 0–0 | 0–1 | 1–1 |     | 3–2 | 4–0 |     |
| 5  | Iceland   | 10 | 1 | 1 | 8 | 14 | 27 | −13 | 4  |                     | 1–3 | 1–4 | 1–3 | 2–3 |     | 4–1 |     |
| 6  | Malta     | 10 | 0 | 3 | 7 | 4  | 32 | −28 | 3  |                     | 1–1 | 0–7 | 1–1 | 0–2 | 0–0 |     |     |

## Vòng 2 (play-offs)

### Bảng xếp hạng các đội nhì bảng
| VT | Bg | Đội          | ST | T | H | B | BT | BB | HS  | Đ  | Giành quyền tham dự         |
| -- | -- | ------------ | -- | - | - | - | -- | -- | --- | -- | --------------------------- |
| 1  | 8  | Thụy Điển    | 10 | 8 | 0 | 2 | 30 | 4  | +26 | 24 | Tham dự FIFA World Cup 2006 |
| 2  | 6  | Ba Lan       | 10 | 8 | 0 | 2 | 27 | 9  | +18 | 24 | Tham dự FIFA World Cup 2006 |
| 3  | 1  | Cộng hòa Séc | 10 | 7 | 0 | 3 | 23 | 11 | +12 | 21 | Tham dự vòng 2              |
| 4  | 7  | Tây Ban Nha  | 10 | 5 | 5 | 0 | 19 | 3  | +16 | 20 | Tham dự vòng 2              |
| 5  | 4  | Thụy Sĩ      | 10 | 4 | 6 | 0 | 18 | 7  | +11 | 18 | Tham dự vòng 2              |
| 6  | 5  | Na Uy        | 10 | 5 | 3 | 2 | 12 | 7  | +5  | 18 | Tham dự vòng 2              |
| 7  | 3  | Slovakia     | 10 | 4 | 5 | 1 | 17 | 7  | +10 | 17 | Tham dự vòng 2              |
| 8  | 2  | Thổ Nhĩ Kỳ   | 10 | 4 | 5 | 1 | 13 | 9  | +4  | 17 | Tham dự vòng 2              |

### Các trận đấu
| Đội 1       | TTS     | Đội 2        | Lượt đi | Lượt về |
| ----------- | ------- | ------------ | ------- | ------- |
| Tây Ban Nha | 6–2     | Slovakia     | 5–1     | 1–1     |
| Thụy Sĩ     | 4–4 (a) | Thổ Nhĩ Kỳ   | 2–0     | 2–4     |
| Na Uy       | 0–2     | Cộng hòa Séc | 0–1     | 0–1     |

| Ghi chú                                        |
| ---------------------------------------------- |
| In đậm = thắng cuộc; (a) = bàn thắng sân khách |

## Các đội vượt qua vòng loại
Có 14 đội vượt qua vòng loại.
| Đội                  | Tư cách vượt qua               | Ngày vượt qua vòng loại | Số lần tham dự FIFA World Cup trước đây1                                                                |
| -------------------- | ------------------------------ | ----------------------- | --- |
| Đức                  | Chủ nhà                        | 6 tháng 7 năm 2000      | 15 (1934, 1938, 19542, 19582, 19622, 19662, 19702, 19742, 19782, 19822, 19862, 19902, 1994, 1998, 2002) |
| Hà Lan               | Nhất Bảng 1                    | 8 tháng 10 năm 2005     | 7 (1934, 1938, 1974, 1978, 1990, 1994, 1998)                                                            |
| Ukraina              | Nhất Bảng 2                    | 3 tháng 9 năm 2005      | 0 (lần đầu)                                                                                             |
| Bồ Đào Nha           | Nhất Bảng 3                    | 8 tháng 10 năm 2005     | 3 (1966, 1986, 2002)                                                                                    |
| Pháp                 | Nhất Bảng 4                    | 12 tháng 10 năm 2005    | 11 (1930, 1934, 1938, 1954, 1958, 1966, 1978, 1982, 1986, 1998, 2002)                                   |
| Ý                    | Nhất Bảng 5                    | 8 tháng 10 năm 2005     | 15 (1934, 1938, 1950, 1954, 1962, 1966, 1970, 1974, 1978, 1982, 1986, 1990, 1994, 1998, 2002)           |
| Anh                  | Nhất Bảng 6                    | 8 tháng 10 năm 2005     | 11 (1950, 1954, 1958, 1962, 1966, 1970, 1982, 1986, 1990, 1998, 2002)                                   |
| Serbia và Montenegro | Nhất Bảng 7                    | 12 tháng 10 năm 2005    | 9 (19303, 19503, 19543, 19583, 19623, 19743, 19823, 19903, 19983)                                       |
| Croatia              | Nhất Bảng 8                    | 8 tháng 10 năm 2005     | 2 (1998, 2002)                                                                                          |
| Ba Lan               | Đội đứng thứ hai xuất sắc nhất | 8 tháng 10 năm 2005     | 6 (1938, 1974, 1978, 1982, 1986, 2002)                                                                  |
| Thụy Điển            | Đội đứng thứ hai xuất sắc nhất | 8 tháng 10 năm 2005     | 10 (1934, 1938, 1950, 1958, 1970, 1974, 1978, 1990, 1994, 2002)                                         |
| Tây Ban Nha          | Thắng vòng 2                   | 16 tháng 11 năm 2005    | 11 (1934, 1950, 1962, 1966, 1978, 1982, 1986, 1990, 1994, 1998, 2002)                                   |
| Thụy Sĩ              | Thắng vòng 2                   | 16 tháng 11 năm 2005    | 7 (1934, 1938, 1950, 1954, 1962, 1966, 1994)                                                            |
| Cộng hòa Séc         | Thắng vòng 2                   | 16 tháng 11 năm 2005    | 8 (19344, 19384, 19544, 19584, 19624, 19704, 19824, 19904)                                              |

1 In đậm chỉ ra nhà vô địch cho năm đó. In nghiêng chỉ ra nước chủ nhà cho năm đó.
2 Từ năm 1954 đến năm 1990, Đức tham dự với tên gọi Tây Đức.
3 Từ năm 1930 đến năm 1998, Serbia và Montenegro tham dự với tên gọi Nam Tư.
4 Từ năm 1934 đến năm 1990, Cộng hòa Séc tham dự với tên gọi Tiệp Khắc.

## Danh sách ghi bàn
11 bàn thắng
- Pauleta

9 bàn thắng
- Jan Koller

8 bàn thắng
- Alexei Eremenko
- Zlatan Ibrahimović

7 bàn thắng
- Dimitar Berbatov
- Tomáš Rosický
- Andres Oper
- Ruud Van Nistelrooy
- Tomasz Frankowski
- Maciej Żurawski
- Cristiano Ronaldo
- Adrian Mutu
- Fernando Torres
- Freddie Ljungberg
- Alexander Frei
- Fatih Tekke

6 bàn thắng
- Jon Dahl Tomasson
- Eiður Guðjohnsen
- Róbert Vittek
- Tuncay
- Andriy Shevchenko

5 bàn thắng
- Elvir Bolić
- Darijo Srna
- Milan Baroš
- Vratislav Lokvenc
- Søren Larsen
- Frank Lampard
- Giorgi Demetradze
- Māris Verpakovskis
- Goran Pandev
- Andrei Arshavin
- Mateja Kežman
- Henrik Larsson

4 bàn thắng
- Erjon Bogdani
- Vitali Kutuzov
- Dado Pršo
- Michalis Konstantinou
- Jan Polák
- Michael Owen
- Mikael Forssell
- Djibril Cissé
- Zoltán Gera
- Robbie Keane
- Yossi Benayoun
- Luca Toni
- Juris Laizāns
- Phillip Cocu
- Jacek Krzynówek
- Aleksandr Kerzhakov
- Dmitri Sychev
- Zvonimir Vukić
- Miroslav Karhan
- Szilárd Németh
- Johan Vonlanthen

3 bàn thắng
- René Aufhauser
- Markus Schopp
- Maksim Romaschenko
- Koen Daerden
- Sergej Barbarez
- Martin Petrov
- Martin Jørgensen
- Malkhaz Asatiani
- Angelos Charisteas
- Stelios Giannakopoulos
- Clinton Morrison
- Avi Nimni
- Thomas Beck
- Franz Burgmeier
- Mario Frick
- Edgaras Jankauskas
- Serghei Rogaciov
- Dirk Kuyt
- David Healy
- John Carew
- Hélder Postiga
- Simão
- Daniel Pancu
- Kenny Miller
- Marek Mintál
- Ľubomír Reiter
- Milenko Ačimovič
- Luis García
- Raúl
- Alexandre Rey
- Tümer Metin
- Andriy Husin
- Ruslan Rotan
- Ryan Giggs

2 bàn thắng
- Igli Tare
- Ara Hakobyan
- Aram Hakobyan
- Roland Kollmann
- Roland Linz
- Martin Stranzl
- Vital Bulyga
- Thomas Buffel
- Émile Mpenza
- Mbo Mpenza
- Timmy Simons
- Daniel Van Buyten
- Hasan Salihamidžić
- Hristo Yanev
- Chavdar Yankov
- Boško Balaban
- Niko Kranjčar
- Igor Tudor
- Ioannis Okkas
- Marek Heinz
- Vladimír Šmicer
- Michael Gravgaard
- Claus Jensen
- Peter Møller
- Christian Poulsen
- David Beckham
- Joe Cole
- Steven Gerrard
- Ingemar Teever
- Kristen Viikmäe
- Rógvi Jacobsen
- Shefki Kuqi
- Aki Riihilahti
- Ludovic Giuly
- Thierry Henry
- Sylvain Wiltord
- Alexander Iashvili
- Péter Rajczi
- Sándor Torghelle
- Ian Harte
- Walid Badir
- Adoram Keisi
- Daniele De Rossi
- Alberto Gilardino
- Andrea Pirlo
- Francesco Totti
- Vitālijs Astafjevs
- Imants Bleidelis
- Andrejs Prohorenkovs
- Mihails Zemļinskis
- Benjamin Fischer
- Goran Maznov
- Arjen Robben
- Wesley Sneijder
- Rafael Van der Vaart
- Pierre Van Hooijdonk
- Stuart Elliott
- Morten Gamst Pedersen
- Kamil Kosowski
- Marek Saganowski
- Petit
- Gheorghe Bucur
- Florin Cernat
- Nicolae Mitea
- Marat Izmailov
- Andrei Karyaka
- Dmitri Kirichenko
- Dmitri Loskov
- Andy Selva
- James McFadden
- Nenad Jestrović
- Dejan Stanković
- Albert Luque
- Sergio Ramos
- Anders Svensson
- Christian Wilhelmsson
- Philippe Senderos
- Necati Ateş
- Nihat Kahveci
- Oleksiy Byelik
- Robert Earnshaw
- John Hartson

1 bàn thắng
- Adrian Aliaj
- Alban Bushi
- Edwin Murati
- Florian Myrtaj
- Ervin Skela
- Marc Bernaus
- Marc Pujol
- Gabriel Riera
- Fernando Silva
- Karen Dokhoyan
- Romik Khachatryan
- Edgar Manucharyan
- Armen Shahgeldyan
- Andreas Ivanschitz
- Christian Mayrleb
- Ivica Vastić
- Rəşad Sadıqov
- Valentin Belkevich
- Alyaksandr Kulchiy
- Sergei Omelyanchuk
- Karel Geraerts
- Wesley Sonck
- Kevin Vandenbergh
- Zlatan Bajramović
- Zvjezdan Misimović
- Georgi Iliev
- Zdravko Lazarov
- Stiliyan Petrov
- Marko Babić
- Ivan Klasnić
- Niko Kovač
- Josip Šimunić
- Efstathios Aloneftis
- Asimakis Krassas
- Tomáš Galásek
- Marek Jankulovski
- Tomáš Jun
- Daniel Agger
- Dennis Rommedahl
- Jermain Defoe
- Joel Lindpere
- Maksim Smirnov
- Andrei Stepanov
- Sergei Terehhov
- Claus Bech Jørgensen
- Símun Samuelsen
- Jonatan Johansson
- Jari Litmanen
- Paulus Roiha
- Teemu Tainio
- Hannu Tihinen
- Vikash Dhorasoo
- David Trezeguet
- Zinedine Zidane
- Aleksandr Amisulashvili
- Vladimir Burduli
- Giorgi Gakhokidze
- Levan Kobiashvili
- Angelos Basinas
- Michalis Kapsis
- Giorgos Karagounis
- Kostas Katsouranis
- Nikos Liberopoulos
- Dimitris Papadopoulos
- Vassilios Tsiartas
- Zisis Vryzas
- Theodoros Zagorakis
- Szabolcs Huszti
- Péter Kovács
- Imre Szabics
- Ákos Takács
- Kári Árnason
- Veigar Páll Gunnarsson
- Tryggvi Guðmundsson
- Hermann Hreiðarsson
- Indriði Sigurðsson
- Kristján Örn Sigurðsson
- Grétar Steinsson
- Gunnar Heiðar Þorvaldsson
- Stephen Elliott
- Kevin Kilbane
- Andy Reid
- Yaniv Katan
- Abbas Souan
- Avi Yehiel
- Michael Zandberg
- Mauro Camoranesi
- Alessandro Del Piero
- Fabio Grosso
- Christian Vieri
- Cristian Zaccardo
- Ruslan Baltiev
- Andrei Karpovich
- Daniar Kenzhekhanov
- Aleksandr Kuchma
- Maksim Nizovtsev
- Maksim Zhalmagambetov
- Fabio D'Elia
- Martin Stocklasa
- Deividas Česnauskis
- Tomas Danilevičius
- Andrius Gedgaudas
- Marius Stankevičius
- Gordon Braun
- Manuel Cardoni
- Alphonse Leweck
- Claude Reiter
- Jeff Strasser
- Artim Šakiri
- Aco Stojkov
- Veliče Šumulikoski
- Aleksandar Vasoski
- Michael Mifsud
- Brian Said
- Stephen Wellman
- Antoine Zahra
- Serghei Dadu
- Alexandru Gațcan
- Ryan Babel
- Wilfred Bouma
- Romeo Castelen
- Barry Opdam
- Robin Van Persie
- Steven Davis
- Warren Feeney
- Keith Gillespie
- Colin Murdock
- Jeff Whitley
- Thorstein Helstad
- Steffen Iversen
- Claus Lundekvam
- Vidar Riseth
- Sigurd Rushfeldt
- Alexander Ødegaard
- Ole Martin Årst
- Euzebiusz Smolarek
- Radosław Kałużny
- Tomasz Kłos
- Piotr Włodarczyk
- Jorge Andrade
- Ricardo Carvalho
- Deco
- Nuno Gomes
- Maniche
- Fernando Meira
- Hugo Viana
- Ciprian Marica
- Marius Niculae
- Florentin Petre
- Ovidiu Petre
- Dmitri Bulykin
- Roman Pavlyuchenko
- Christian Dailly
- Darren Fletcher
- Paul Hartley
- Steven Thompson
- Saša Ilić
- Ognjen Koroman
- Savo Milošević
- Igor Demo
- Vratislav Greško
- Peter Hlinka
- Filip Hološko
- Karol Kisel
- Radoslav Zabavník
- Nastja Čeh
- Boštjan Cesar
- Sebastjan Cimirotič
- Klemen Lavrič
- Matej Mavrič
- Aleksander Rodić
- Anton Žlogar
- Guti
- Asier del Horno
- Joaquín
- Antonio López Guerrero
- Carlos Marchena
- Fernando Morientes
- Vicente Rodríguez
- David Villa
- Marcus Allbäck
- Erik Edman
- Johan Elmander
- Mattias Jonson
- Kim Källström
- Olof Mellberg
- Valon Behrami
- Daniel Gygax
- Ludovic Magnin
- Marco Streller
- Raphaël Wicky
- Hakan Yakin
- Halil Altıntop
- Koray Avcı
- Yıldıray Baştürk
- Okan Buruk
- Gökdeniz Karadeniz
- Tolga Seyhan
- İbrahim Toraman
- Oleh Husyev
- Andriy Rusol
- Andriy Voronin
- Simon Davies
- Carl Robinson
- Gary Speed

1 bàn phản lưới nhà
- Óscar Sonejee (playing against Armenia)
- Avtandil Hacıyev (playing against Poland)
- Olivier Deschacht (playing against Lithuania)
- Súni Olsen (playing against France)
- Gábor Gyepes (playing against Croatia)
- Igor Avdeev (playing against Ukraine)
- Daniel Hasler (playing against Portugal)
- Ben Federspiel (playing against Portugal)
- Eric Hoffmann (playing against Latvia)
- Manuel Schauls (playing against Estonia)
- Brian Said (playing against Hungary)
- Arkadiusz Głowacki (playing against England)